# DRV-Pokal
Der DRV-Pokal war ein von 1962 bis 2019 ausgetragener Rugby-Pokalwettbewerb für deutsche Vereinsmannschaften. Er wurde vom Deutschen Rugby-Verband (DRV) ab 1971 für die Teams der Bundesliga veranstaltet.
Bei der Trophäe handelte es sich ursprünglich um ein großformatiges Gemälde des Brandenburger Tores, oft despektierlich als „Ölschinken“ bezeichnet.
Nach der Einführung des Liga-Pokals wurde dessen Finale oft am selben Tag (zweimal zumindest am selben Wochenende) wie der DRV-Pokal ausgetragen: 1983 bis 1992, 2006 bis 2013 sowie 2017 und 2018.

## DRV-Pokal nach der Reform 2012
Die Bundesliga war von 2012 bis 2015 in vier regionale Gruppen geteilt. Es gab Nord, Ost, Süd und West. Der DRV-Pokal wurde in zwei Staffeln Nord/Ost und Süd/West ausgespielt. Am Ende nach Ermittlung der Abschlusstabelle wurde in einer KO-Runde im Überkreuz-Vergleich der Pokalsieger ermittelt.
Die Mannschaften auf den Plätzen 1 und 2 der Abschlusstabelle qualifizierten sich direkt für das Viertelfinale, die Mannschaften auf den Plätzen 7 und 8 der jeweiligen Staffeln schieden aus dem Pokal aus. Die verbleibenden Plätze spielten Überkreuz gegen die andere Staffel um den Einzug in das Viertelfinale (NO3-SW5, NO4-SW6, SW3-NO5 und SW4-NO6).
Im weiteren Verlauf wurde das Viertel- und Halbfinale sowie am Ende das Finale ausgespielt. Der Sieger des Finales war der DRV-Pokalsieger.

## DRV-Pokal nach der Bundesliga-Reform 2015
Der DRV-Pokal ist wieder ein klassischer Pokalwettbewerb. Er hat nichts mit dem Ligaspielbetrieb zu tun.
Am DRV-Pokal nehmen die Teams der 1. Bundesliga, die nicht am Halbfinale um die deutsche Meisterschaft teilgenommen haben, teil (Plätze 3.–8.).
Es wird eine Vorrunde, ein Viertelfinale, ein Halbfinale und ein Finale ausgetragen. Die Teams, welche in der Bundesliga auf Platz 3. und 4. in der laufenden Spielzeit abgeschlossen haben, sind automatisch fürs 1/4 Finale gesetzte. Der Sieger gewinnt den DRV-Pokal.
Der Wettbewerb soll den 15er-Teams des Mittelfelds- und Tabellenendes der 1. Bundesliga-Spielzeit in der besten Jahreszeit auf anspruchsvollem Niveau untereinander ermöglichen. Dabei können gezielt Ergänzungs- und Nachwuchsspieler Spielzeit bekommen, da es ein von der Bundesliga abgekoppelter Wettbewerb ist.
Vereine die gleichzeitig an 7er-Turnieren teilnehmen und dafür Mannschaften stellen, können die Mannschaft die am DRV-Pokal teilnimmt mit Spielern aus der Reserve und Nachwuchsspielern auffüllen, die so auch Spielzeit auf gehobenem Niveau bekommen.

## DRV-Pokal nach der Reform 2017
2017 wurde der DRV-Pokal um zwei Vorrunden erweitert. Jede Mannschaft der 1. und 2. Bundesliga nimmt daran teil. Die Paarungen werden gelost und alle Spiele sind K.O.- Spiele. Treffen Mannschaften unterschiedlicher Liga-Ebenen aufeinander, hat stets die Mannschaft der unteren Liga Heimrecht.
In der ersten Vorrunde spielen die Mannschaften der 2. Bundesliga gegeneinander. In der zweiten Vorrunde spielen die Gewinner gegen die Mannschaften der 1. Bundesliga. (Die Verlierer dieser ersten oder zweiten Vorrunde spielen den Liga-Pokal aus.) Im weiteren Verlauf wird die Hauptrunde, das Viertel- und Halbfinale sowie am Ende das Finale ausgespielt.
Der Sieger des Finales ist der DRV-Pokalsieger.

## Pokalendspiele und Pokalsieger
| Jahr | Ort               | Endspiel                                | Ergebnis          |
| --- | ----------------- | --------------------------------------- | ----------------- |
| 1962 | Hannover          | SV Odin Hannover – TSV Victoria Linden  | 3:0 n.V.          |
| 1963 | Hannover          | SV Odin Hannover – TSV Victoria Linden  | 0:0 n.V. a        |
| 1964 | Hannover          | SC Neuenheim – TSV Victoria Linden      | 9:6 n.V.          |
| 1965 | Hannover          | TSV Victoria Linden – VfR Döhren        | 9:3               |
| 1966 | Hannover          | TSV Victoria Linden – SC Elite Hannover | 11:9              |
| 1967 | Heidelberg        | RG Heidelberg – SV Odin Hannover        | 9:3               |
| 1968 | Hannover          | SC Germania List – SV Odin Hannover     | 11:9              |
| 1969 | Hannover          | DSV 1878 Hannover – TSV Victoria Linden | 9:6               |
| 1970 | Hannover          | SV 08 Ricklingen – DSV 1878 Hannover    | 14:11 n.V.        |
| 1971 | Hannover          | SC Germania List – TSV Victoria Linden  | 15:0              |
| 1972 | Hannover          | DSV 1878 Hannover – TSV Victoria Linden | 17:7 n.V.         |
| 1973 | Heidelberg        | Heidelberger RK – DSV 1878 Hannover     | 18:9              |
| 1974 | Hannover          | DSV 1878 Hannover – RG Heidelberg       | 17:3              |
| 1975 | Heidelberg        | SC Neuenheim – RG Heidelberg            | 15:0              |
| 1976 | Hannover          | Heidelberger RK – TSV Victoria Linden   | 36:6              |
| 1977 | Heidelberg        | SC Germania List – RG Heidelberg        | 22:6              |
| 1978 | Hannover          | SV 08 Ricklingen – TSV Handschuhsheim   | 6:0               |
| 1979 | Hannover          | DSV 1878 Hannover – FV 1897 Linden      | 16:3              |
| 1980 | Hannover          | SC Germania List – RG Heidelberg        | 7:3               |
| 1981 | Hannover          | DSV 1878 Hannover – DRC Hannover        | 28:12             |
| 1982 | Hannover          | TSV Victoria Linden – RG Heidelberg     | 9:3               |
| 1983 | Berlin            | DSV 1878 Hannover – Berliner RC         | 17:3              |
| 1984 | Hannover          | DSV 1878 Hannover – SV 08 Ricklingen    | 14:10             |
| 1985 b | Hannover          | DSV 1878 Hannover – TSV Victoria Linden | 9:3               |
| 1986 | Heidelberg        | RG Heidelberg – DRC Hannover            | 13:3              |
| 1987 | nicht ausgetragen | nicht ausgetragen                       | nicht ausgetragen |
| 1988 | Berlin            | SC Neuenheim – Berliner RC              | 16:0              |
| 1989 | Hannover          | TSV Victoria Linden – SV 08 Ricklingen  | 13:9              |
| 1990 | Heidelberg        | DSV 1878 Hannover – RG Heidelberg       | 13:6              |
| 1991 | Hannover          | TSV Victoria Linden – SC Neuenheim      | 14:10             |
| 1992 | Heidelberg        | TSV Victoria Linden – SC Neuenheim      | 9:6               |
| 1993 | Hannover          | TSV Victoria Linden – DSV 1878 Hannover | 15:12             |
| 1994 | Hannover          | SC Neuenheim – TSV Victoria Linden      | 24:15             |
| 1995 | Heidelberg        | RG Heidelberg – SC Neuenheim            | 26:6              |
| 1996 | Hannover          | DSV 1878 Hannover – RG Heidelberg       | 17:9              |
| 1997 | Heidelberg        | RG Heidelberg – DRC Hannover            | 37:13             |
| 1998 | Hannover          | DSV 1878 Hannover – SC Neuenheim        | 29:23             |
| 1999 | Heidelberg        | SC Neuenheim – DSV 1878 Hannover        | 16:9              |
| 2000 | Hannover          | SC Germania List – DSV 1878 Hannover    | 18:8              |
| 2001 | Heidelberg        | SC Neuenheim – TSV Victoria Linden      | 25:7              |
| 2002 | Hamburg           | DRC Hannover – SC Neuenheim             | 18:11             |
| 2003 | Heidelberg        | DRC Hannover – Heidelberger RK          | 68:3              |
| 2004 | Karlsruhe         | RG Heidelberg – DRC Hannover            | 23:20             |
| 2005 | Varel             | TSV Handschuhsheim – DRC Hannover       | 21:18             |
| 2006 | Heidelberg        | DRC Hannover – RG Heidelberg            | 25:21             |
| 2007 | Heidelberg        | SC 1880 Frankfurt – RG Heidelberg       | 18:13             |
| 2008 | Heidelberg        | TSV Handschuhsheim – RG Heidelberg      | 24:23 n.V.        |
| 2009 | Frankfurt         | SC 1880 Frankfurt – TSV Handschuhsheim  | 56:24             |
| 2010 c | Heidelberg        | SC 1880 Frankfurt – SC Neuenheim        | 20:12             |
| 2011 d | Heidelberg        | Heidelberger RK – SC 1880 Frankfurt     | 29:0              |
| 2012 | nicht ausgetragen | nicht ausgetragen                       | nicht ausgetragen |
| 2013 | Frankfurt         | TSV Handschuhsheim – Heidelberger TV    | 42:10             |
| 2014 | Rottweil          | Heidelberger TV – RC Rottweil           | 11:5              |
| 2015 | Heidelberg        | Heidelberger TV – RC Rottweil           | 30:12             |
| 2016 | Heidelberg        | SC Neuenheim – TSV Handschuhsheim       | 16:14             |
| 2017 | Pforzheim         | TV Pforzheim – SC 1880 Frankfurt        | 50:18             |
| 2018 | Heidelberg        | RG Heidelberg – TV Pforzheim            | 56:17             |
| 2019 | Leipzig           | RC Leipzig – RK 03 Berlin               | 56:22             |
| a Victoria verzichtete auf ein Wiederholungsspiel und damit auf den Titel. b Witterungsbedingt wurde das Finale erst im März 1986 ausgetragen. c Im Juni 2010. d Im Oktober 2010 als Final Four-Turnier. |                   |                                         |                   |